# Priocharax ariel
Priocharax ariel är en fiskart som beskrevs av Weitzman och Vari, 1987. Priocharax ariel ingår i släktet Priocharax och familjen Characidae. Inga underarter finns listade i Catalogue of Life.